# Skarb Śląski
Skarb Śląski – jeden, obok Sejmu Śląskiego, z organów autonomicznego województwa śląskiego, ustanowiony na mocy Statutu Organicznego Województwa Śląskiego z dnia 15 lipca 1920 roku.
Skarb Śląski miał, na podstawie Statutu Organicznego, prawo do zbierania na terenie województwa podatków oraz wprowadzania do obiegu własnych papierów wartościowych, jednak do ich emisji poza granice Śląska potrzebna była zgoda ministra skarbu. Statut Organiczny przewidywał także wprowadzenie osobnego, śląskiego systemu podatkowego.
Dochody z podatków i opłat pobieranych z terenu województwa wpływały w całości do Skarbu Śląskiego, który prowadził za ich pomocą administrację podatkową. Ze swoich dochodów Skarb Śląski przekazywał Skarbowi Państwa część ponad obliczoną na podstawie wzoru ułożonego na zasadzie czynnika ludności i siły podatkowej, a zamieszczonego w dodatku do statutu organicznego.
{\displaystyle c={\frac {ad}{b}}}
- a – ludność cywilna województwa
- b – ludność cywilna państwa
- c – dochód ogólny z podatków i opłat Skarbu Śląskiego
- d – dochód ogólny Skarbu Państwa i Śląskiego

Ostatecznie to Śląska Rada Wojewódzka określała, a Rada Ministrów zatwierdzała ostateczną kwotę. W przybliżeniu 60% dochodów zostawało w województwie, a 40% było odprowadzanych do Warszawy.

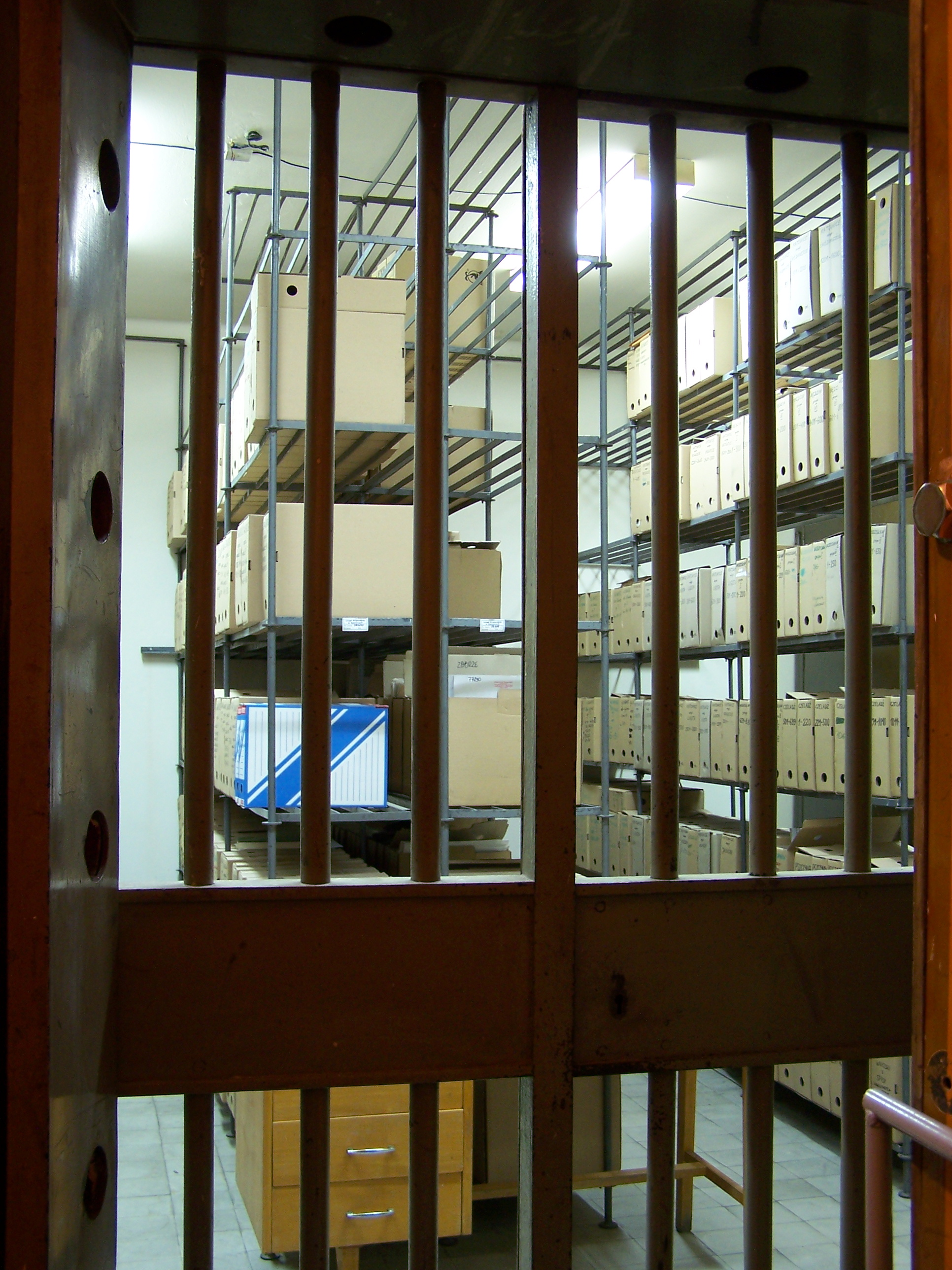
Skarbiec w gmachu Sejmu Śląskiego (w 2006 roku), gdzie dawniej trzymano rezerwy Skarbu Śląskiego

Dochody Skarbu Śląskiego w roku budżetowym 1928/29 wyniosły 131 mln zł.
Wydatki Skarbu Śląskiego kształtowały się następująco (lata budżetowe)
- 1926/27 – 79,06 mln zł[5]
- 1927/28 – 95,05 mln zł[5]
- 1928/29 – 91,91 mln zł[5]
- 1932/33 – 82,464 mln zł
- 1934/35 – 66,401 mln
- 1935/36 – 77,805 mln
- 1936/37 – 82,017 mln
- 1937/38 – 78,065 mln[a]
- 1938/39 – 86,334 mln[a]

Zadłużenie Skarbu Śląskiego w 1938 roku wynosiło ponad 72 mln zł.
Skarb Śląski sfinansował budowę gmachu Sejmu Śląskiego w Katowicach, tam też przechowywano skarbiec Skarbu Śląskiego.
Po kampanii wrześniowej i klęsce Polski Niemcy włączyli polski Śląsk do prowincji śląskiej III Rzeszy, a wszelkie instytucje autonomiczne zlikwidowano.
6 maja 1945 roku Krajowa Rada Narodowa uchwaliła ustawę konstytucyjną o likwidacji autonomii województwa śląskiego, w tym także Skarbu Śląskiego.